# ライナー・ボンホフ
ライナー・ボンホフ（Rainer Bonhof, 1952年3月29日 - ）は、ドイツのサッカー選手、サッカー指導者。選手時代のポジションはミッドフィルダー（守備的ミッドフィールダー）およびディフェンダー。2009年からボルシア・メンヒェングラートバッハの副会長を務めている。

## 選手経歴

### クラブ
1952年、オランダとの国境に近いエメリッヒ・アム・ラインという町でオランダ人の両親との間に生まれた。地元のSuSエメリッヒでサッカーを始め、青年期には自動車販売店に勤務しながら同クラブでプレーを続けていた。
西ドイツユース代表として1969年9月にオランダで開催されたユーストーナメントに出場した際のプレーがヘネス・バイスバイラー監督の目に留まり、1970年1月にボルシア・メンヒェングラートバッハへ入団した。入団当初はフォワードを務め、ブンデスリーガデビュー戦となった同年8月のキッカーズ・オッフェンバッハ戦では初得点を決めたが、一方で未熟な選手と見做されていた。その後、バイスバイラーの下でディフェンダーとしての訓練を受けると共にプレスキッカーとしての専門的な訓練を受けると国際的な選手へと成長し、ベルティ・フォクツやユップ・ハインケスやアラン・シモンセンらと共にブンデスリーガ優勝4回 (1970-71, 1972-73, 1975-76, 1976-77) 、DFBポカール優勝1回（1972-73）、UEFAカップ優勝1回 (1974-75) に貢献した。
1978年7月、ドイツサッカー連盟による国外移籍禁止措置が解禁されたこともあり、170万マルクの移籍金でスペインのバレンシアCFへ移籍し、マリオ・ケンペスらと共にUEFAカップウィナーズカップ 1979-80優勝に貢献した。
バレンシアで2シーズンを過ごした後に西ドイツへと戻り、1980年7月に1.FCケルンへ移籍。1980-81シーズンは自身の怪我やチーム内の内紛もありリーグ戦は8位という結果に終わったが、1981-82シーズンにリヌス・ミケルスが監督に就任すると復調し、バイエルン・ミュンヘンやハンブルガーSVとの優勝争いに加わった。1982-83シーズン最中の1983年1月にヘルタ・ベルリンへ移籍し、同年限りで現役引退をした。

### 代表
西ドイツユース代表の招集を受け1969年9月にオランダで開催されたユーストーナメントに出場した。この大会の時点ではオランダ国籍を有していたが、1970年3月にドイツ国籍を取得して帰化した。
西ドイツ代表としては1972年5月26日に行われたソビエト連邦代表戦でデビュー。同年6月にベルギーで行われたUEFA欧州選手権1972の代表メンバーに選出されたが、出場機会はなかった。
1974年に地元西ドイツで開催された1974 FIFAワールドカップでは2次リーグ初戦のユーゴスラビア代表戦からスタメンに定着すると第2戦のスウェーデン代表戦では52分にゲルト・ミュラーのポストプレーから得点、第3戦のポーランド代表戦ではゴール前への飛び出しからミュラーの決勝点をアシスト、決勝のオランダ代表戦では守備面においては相手のヨハン・ニースケンスを抑え、攻撃面においては右サイドのドリブル突破からミュラーの決勝点をアシストする活躍を見せ優勝に貢献した。

1976年、ユーゴスラビアで行われたUEFA欧州選手権1976の代表メンバーに選出。準決勝のユーゴスラビア代表戦では82分にディーター・ミュラーの得点をアシスト、決勝のチェコスロバキア代表戦では28分に右サイドのドリブル突破からミュラーの得点をアシスト、89分にはコーナーキックからベルント・ヘルツェンバインの得点をアシストする活躍を見せ準優勝に貢献。大会終了後にはベストイレブンに選出された。
1978年にアルゼンチンで行われた1978 FIFAワールドカップでは全6試合に出場。1980年にイタリアで行われたUEFA欧州選手権1980の代表メンバーに選出されたものの、開幕直前に行われたゼップ・マイヤーの引退試合に出場した際にアキレス腱を痛めたため代表から離脱した。なお、欧州サッカー連盟の記録上はUEFA欧州選手権の優勝を2度経験した選手となっているが、自身は「記録に関しては知っているが、私の考えでは間違っている。1972年大会は1試合の出場機会もなく、1980年大会は怪我のためイタリアへは行かなかった」と語っている。
1981年1月にウルグアイで行われた1980 ムンディアリートに出場したが、1月7日のブラジル代表戦で1-4と敗れると監督のユップ・デアヴァルと対立。その後、両者は和解したが、この試合が最後の代表戦となった。西ドイツ代表としては国際Aマッチ53試合に出場し9得点を記録した。

## 引退後
引退後は指導者の道へ進み、1989年にバイヤー・ユルディンゲンの監督を務めるホルスト・ヴォーラースのアシスタントコーチを務めた後、1990年にドイツ代表のアシスタントコーチに就任。1998年までの8年間に渡って監督のベルティ・フォクツを補佐し、1996年にイングランドで行われたUEFA EURO '96のタイトルを獲得した。
1998年11月、古巣のボルシア・メンヒェングラートバッハの監督に就任したが、1998-99シーズンに最下位となり2部リーグへ降格。1999-00シーズンも引き続き指揮を執ったが開幕から3連敗を喫し、1999年8月30日に監督を辞任した。
2002年8月、スコットランドU-21代表の監督に就任。ダレン・フレッチャーやジェームズ・マクファデンらを抜擢しUEFA U-21欧州選手権2004予選ではクロアチアU-21代表とのプレーオフに進出した。2004年4月には契約期間を2006年夏まで延長したが、UEFA U-21欧州選手権2006予選では10試合で1勝3分6敗と成績が低迷し、2005年11月に監督を辞任した。
2006年から2008年にかけてチェルシーFCのスカウトを務め、2009年2月10日にボルシア・メンヒェングラートバッハの副会長に就任した。

## 人物
現役時代には主に守備的ミッドフィールダーを務め、活発な動きで相手の攻撃を抑えると共に、走力を生かして積極的に前線へ飛び出すプレーを持ち味とした。また、フリーキックの名手としても知られており、対戦相手からは強力なキックで恐れられていた。UEFAチャンピオンズカップ 1977-78準決勝のリヴァプールFC戦では終了間際にフリーキックを獲得すると、相手キーパーのレイ・クレメンスを目掛けて直接シュートを決めている。

## 個人成績

### クラブでの成績
出典
| クラブ成績 | クラブ成績     | クラブ成績 | リーグ | リーグ | カップ | カップ | ヨーロッパ | ヨーロッパ | その他 | その他 | 通算 | 通算 |
| クラブ     | リーグ         | シーズン   | 出場   | 得点   | 出場   | 得点   | 出場       | 得点       | 出場   | 得点   | 出場 | 得点 |
| ---------- | -------------- | ---------- | ------ | ------ | ------ | ------ | ---------- | ---------- | ------ | ------ | ---- | ---- |
| ボルシアMG | ブンデスリーガ | 1970-71    | 11     | 1      | 1      | 0      | 2          | 0          | -      | -      | 13   | 1    |
| ボルシアMG | ブンデスリーガ | 1971-72    | 33     | 2      | 5      | 1      | 5          | 0          | -      | -      | 43   | 3    |
| ボルシアMG | ブンデスリーガ | 1972-73    | 34     | 5      | 9      | 2      | 12         | 2          | -      | -      | 55   | 9    |
| ボルシアMG | ブンデスリーガ | 1973-74    | 29     | 5      | 3      | 4      | 6          | 0          | -      | -      | 39   | 9    |
| ボルシアMG | ブンデスリーガ | 1974-75    | 28     | 6      | 2      | 0      | 11         | 3          | -      | -      | 41   | 9    |
| ボルシアMG | ブンデスリーガ | 1975-76    | 30     | 5      | 4      | 1      | 5          | 0          | -      | -      | 39   | 6    |
| ボルシアMG | ブンデスリーガ | 1976-77    | 33     | 6      | 1      | 0      | 9          | 2          | -      | -      | 43   | 8    |
| ボルシアMG | ブンデスリーガ | 1977-78    | 33     | 12     | 4      | 2      | 8          | 2          | 1      | 0      | 45   | 16   |
| 小計       | 小計           | 小計       | 231    | 42     | 29     | 10     | 57         | 9          | 1      | 0      | 318  | 61   |
| バレンシア | プリメーラ     | 1978-79    | 32     | 6      | ?      | ?      | 6          | 1          | -      | -      | 38   | 7    |
| バレンシア | プリメーラ     | 1979-80    | 28     | 4      | ?      | ?      | 8          | 3          | -      | -      | 26   | 7    |
| 小計       | 小計           | 小計       | 60     | 10     | ?      | ?      | 14         | 4          | 0      | 0      | 74   | 14   |
| ケルン     | ブンデスリーガ | 1980-81    | 31     | 5      | 3      | 1      | 7          | 1          | -      | -      | 41   | 7    |
| ケルン     | ブンデスリーガ | 1981-82    | 34     | 9      | 1      | 0      | -          | -          | -      | -      | 35   | 9    |
| ケルン     | ブンデスリーガ | 1982-83    | 9      | 0      | 1      | 0      | 4          | 0          | -      | -      | 14   | 0    |
| 小計       | 小計           | 小計       | 74     | 14     | 5      | 1      | 11         | 1          | 0      | 0      | 90   | 16   |
| ヘルタ     | ブンデスリーガ | 1982-83    | 6      | 1      | 1      | 0      | -          | -          | -      | -      | 7    | 1    |
| 小計       | 小計           | 小計       | 6      | 1      | 1      | 0      | 0          | 0          | 0      | 0      | 7    | 1    |
| 合計       | 合計           | 合計       | 371    | 67     | 35     | 10     | 82         | 14         | 1      | 0      | 489  | 91   |

### 代表での成績
出典
| 西ドイツ代表 | 西ドイツ代表 | 西ドイツ代表 |
| 年           | 出場         | 得点         |
| ------------ | ------------ | ------------ |
| 1972         | 1            | 0            |
| 1973         | 1            | 0            |
| 1974         | 8            | 1            |
| 1975         | 4            | 0            |
| 1976         | 5            | 0            |
| 1977         | 11           | 2            |
| 1978         | 13           | 5            |
| 1979         | 6            | 0            |
| 1980         | 2            | 1            |
| 1981         | 2            | 0            |
| 通算         | 53           | 9            |

### 代表での得点
出典
| # | 開催日         | 開催地                       | 対戦国           | 結果 | 大会                    |
| - | -------------- | ---------------------------- | ---------------- | ---- | ----------------------- |
| 1 | 1974年6月30日  | 西ドイツ、デュッセルドルフ   | スウェーデン     | 4-2  | 1974 FIFAワールドカップ |
| 2 | 1977年4月27日  | 西ドイツ、ケルン             | 北アイルランド   | 5-0  | 親善試合                |
| 3 | 1977年4月30日  | ユーゴスラビア、ベオグラード | ユーゴスラビア   | 2-1  | 親善試合                |
| 4 | 1978年2月22日  | 西ドイツ、ミュンヘン         | イングランド     | 2-1  | 親善試合                |
| 5 | 1978年4月19日  | スウェーデン、ストックホルム | スウェーデン     | 1-1  | 親善試合                |
| 6 | 1978年10月11日 | チェコスロバキア、プラハ     | チェコスロバキア | 4-3  | 親善試合                |
| 7 | 1978年10月11日 | チェコスロバキア、プラハ     | チェコスロバキア | 4-3  | 親善試合                |
| 8 | 1978年12月20日 | 西ドイツ、デュッセルドルフ   | オランダ         | 3-1  | 親善試合                |
| 9 | 1980年2月27日  | 西ドイツ、ブレーメン         | マルタ           | 8-0  | UEFA欧州選手権1980予選  |

## 獲得タイトル

### クラブ
ボルシアMG
- ブンデスリーガ 4回 (1970-71、1972-73、1975-76、1976-77)
- DFBポカール 1回 (1972-73)
- UEFAカップ 1回 (1974-75)
- DFLスーパーカップ 1回 (1976)

バレンシア
- UEFAカップウィナーズカップ 1回（1979-80）
- コパ・デルレイ 1回（1978-79）

ケルン
- DFBポカール 1回 (1982–83)

### 代表
- FIFAワールドカップ 1回 (1974)
- UEFA欧州選手権 2回 (1972, 1980）